# Storia dell'anatomia umana

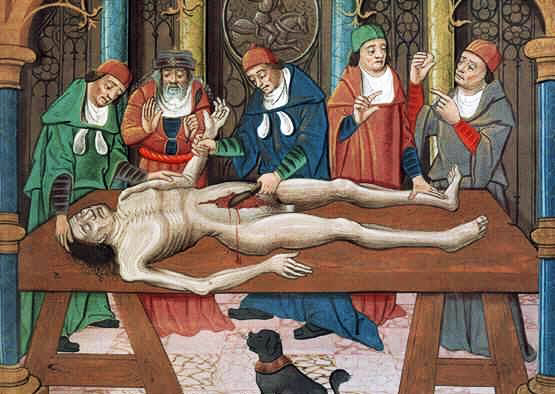
Dissezione di un cadavere, immagine del XV secolo dal De proprietatibus rerum di Bartolomeo Anglico.

L'anatomia umana è una branca della scienza medica che studia la forma e la struttura del corpo umano; deve il suo nome al metodo principale d'indagine, la dissezione, la quale a tutt'oggi resta, per quanto integrata da altri moderni e perfezionati metodi di indagine, di fondamentale importanza.
L'anatomia nel corso dei secoli ha assunto fisionomie non sempre equivalenti a quella attuale; fu dapprima in rapporti stretti con i riti religiosi e le pratiche magiche e per lunghissimo tempo si identificò quasi completamente con la scienza medica. 
L'affermazione dell'anatomia come scienza è legata al fiorire delle scuole filosofiche greche (Alcmeone di Crotone, Empedocle, Erofilo, Erasistrato; le scuole di Cnido e di Coo, di Alessandria) che, per quanto frenate da concezioni religiose, portarono a scoperte precise e notevoli. Di certo il non poter avvalersi della pratica dissettoria sul cadavere costrinse gli studiosi a ripiegare sulle analisi dei reperti animali, con grave nocumento per la validità dei risultati. Ciò si rivela ad esempio nelle opere di Galeno, che applicava le scoperte sugli animali direttamente al campo umano senza alcuna correzione.
Solo nel 1316, grazie a Mondino de' Liuzzi, l'anatomia ritrovò il suo vero volto e si posero le basi per il rigoglioso sviluppo di tale scienza nel Rinascimento, soprattutto per merito di Berengario da Carpi, Leonardo da Vinci, di Vesalio e di Falloppio. Nella Toscana del Quattrocento e Cinquecento il corpo umano assume un ruolo da protagonista, in un percorso di riscoperta che accomuna l'esperienza artistica e quella scientifica. Dalla visione medievale più simbolica, si passa alla ricerca di verifica diretta sul tavolo anatomico. Nel quadro di questo rinnovato amore per l'anatomia vanno altresì ricordate le osservazioni di Fabrizio di Acquapendente, di Eustachio, del Casserio, di Spigelio, Johann Georg Wirsung, Wharton, Stenone.
I contributi più validi nel XVII secolo vennero ad opera di Malpighi, che per primo ricorse al microscopio, strenuo assertore della preminenza dell'osservazione diretta e dell'indagine sperimentale su qualsiasi dogmatismo aprioristico. Accanto al Malpighi è giusto ricordare l'olandese Leeuwenhoek, il Ruysch, il Valsalva, il Santorini e Morgagni, iniziatore dell'anatomia patologica sulla laringe, sul canale digerente, sui polmoni, sulle vie biliari e sul tessuto adiposo e ancora Hunter per i suoi studi sull'utero gravido, Cotugno per le sue ricerche sul liquor cefalorachidiano.
Nei secoli successivi, grazie ad una tecnica sempre più perfetta, si addivenne ad un maggior approfondimento analitico e presero impulso in seno alla comune dottrina le branche specializzate. Se l'anatomia sistematica ricorda Henle, Rolando per i suoi studi sul cervello, Filippo Pacini sulle terminazioni sensitive, Corti sull'organo dell'udito, Malacarne approfondisce gli studi di anatomia topografica e chirurgica, e così lo Scarpa; acquistano inoltre sempre più importanza l'anatomia patologica e l'anatomia comparata, con cui appunto si cerca di risalire alle leggi dell'organizzazione animale, di scoprire attraverso quali processi si sia stabilita una così immensa varietà di forme e i possibili rapporti tra di esse.

## L'anatomia egizia

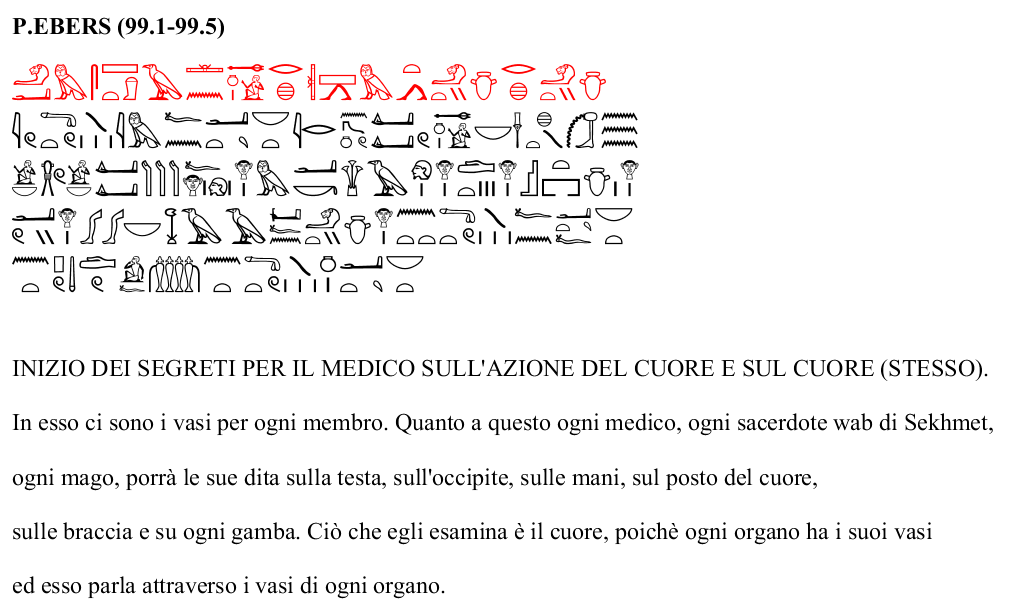
Papiro Ebers, trattato sul cuore, colonne 99.1-99.5.
Trascrizione del geroglifico e traduzione.

Lo studio dell'anatomia inizia almeno nel 1600 a.C., data del papiro Edwin Smith. Questo trattato mostra che il cuore, i suoi vasi, il fegato, la milza, i reni, l'ipotalamo, l'utero e la vescica erano conosciuti e che si sapeva che i vasi sanguigni partivano dal cuore. Vengono descritti altri vasi, alcuni che trasportano aria, alcuni muco e due all'orecchio destro che portano il "respiro della vita", mentre due all'orecchio sinistro il "respiro della morte". Il papiro Ebers (1550 a.C.) presenta un trattato sul cuore: rileva che il cuore è il centro dei flussi di sangue e ad esso sono collegati i vasi per ogni arto del corpo.
Sembra che gli egiziani conoscessero poco la funzione dei reni e del cervello, e facessero del cuore il punto di incontro di una serie di vasi che trasportavano tutti i fluidi del corpo: sangue, lacrime, urina e sperma. Tuttavia, non avevano una teoria sulla provenienza della saliva e del sudore.

## L'antica Grecia

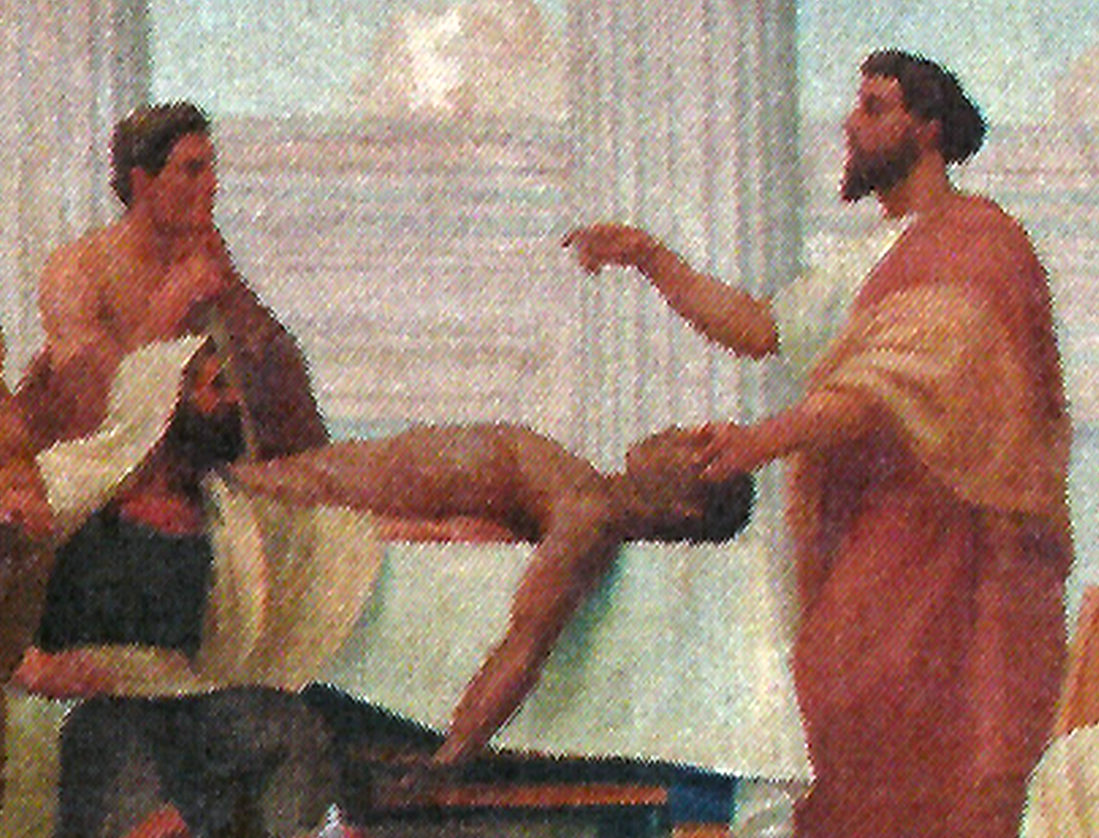
Erofilo, a destra, mentre insegna anatomia.

Gran parte della nomenclatura, dei metodi e delle richieste per lo studio dell'anatomia possono essere fatti risalire alle opere degli antichi greci.
Nel V secolo a.C., il filosofo Alcmeone potrebbe essere stato uno dei primi ad aver sezionato gli animali per scopi anatomici e forse a identificare i nervi ottici e le trombe di Eustachio. Anche medici antichi come Acrone, Pausania e Filistione di Locri avevano condotto indagini anatomiche. Un altro importante filosofo dell'epoca era Empedocle, che considerava il sangue come «calore innato» e sosteneva che il cuore fosse l'organo principale del corpo e la fonte del pneuma (respiro, anima), che era distribuito dai vasi sanguigni. Nel Corpus Hippocraticum sono raccolti molti testi di vari autori, nessuno dei quali è sicuramente ascrivibile a Ippocrate stesso; i testi mostrano una comprensione della struttura muscoloscheletrica e l'inizio della comprensione della funzione di alcuni organi, come i reni. La valvola tricuspide del cuore e la sua funzione è documentata nel trattato De corde.
Il filosofo Aristotele (IV secolo a.C.), insieme ad alcuni suoi contemporanei, si adoperò per produrre un sistema che facesse spazio alla ricerca empirica. Attraverso il suo lavoro con le dissezioni animali e la biologia, Aristotele si dedicò all'anatomia comparata. In questo periodo, Prassagora potrebbe essere stato il primo a identificare la differenza tra arterie e vene, con descrizioni degli organi più accurate rispetto ai lavori precedenti.
Nel periodo ellenistico, la prima scuola di anatomia documentata si formò ad Alessandria tra la fine del IV secolo ed il II secolo a.C. A partire da Tolomeo I Soter, ai funzionari medici fu permesso di aprire ed esaminare cadaveri allo scopo di apprendere come funzionavano i corpi umani. Il primo utilizzo di corpi umani per la ricerca anatomica avvenne nel lavoro di Erofilo di Calcedonia, il "padre dell'anatomia", ed Erasistrato, che ottennero il permesso di eseguire dissezioni dal vivo (vivisezioni) su criminali condannati ad Alessandria sotto gli auspici della dinastia tolemaica. Erofilo, in particolare, sviluppò un corpus di conoscenze anatomiche molto più informate sulla reale struttura del corpo umano di quanto lo fossero state le opere precedenti; ha anche ribaltato l'idea fatta da Aristotele secondo cui il cuore fosse la sede dell'intelligenza, sostenendo invece fosse il cervello. Scrisse anche sulla distinzione tra vene e arterie e fece molte altre accurate osservazioni sulla struttura del corpo umano, in particolare sul sistema nervoso.

### Le teorie di Galeno

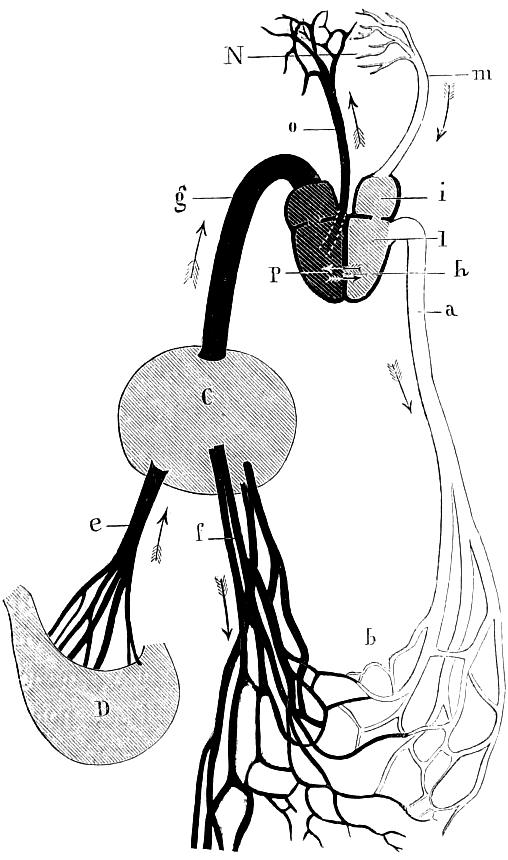
Diagramma destinato a far comprendere le teorie di Galeno sulla circolazione del sangue (1879).

L'ultimo grande anatomista dei tempi antichi fu Galeno, attivo nel II secolo. Galeno fu istruito su tutte le principali scuole filosofiche (platonismo, aristotelismo, stoicismo ed epicureismo) fino a quando suo padre, mosso da un sogno di Asclepio, decise che avrebbe dovuto studiare medicina. Dopo la morte di suo padre, Galeno viaggiò molto alla ricerca dei migliori medici a Smirne, Corinto e infine Alessandria.
L'anatomia era una parte importante dell'educazione medica di Galeno ed è stata una delle principali fonti di interesse per tutta la sua vita. Galeno ha raccolto gran parte della conoscenza ottenuta dai suoi predecessori e ha approfondito l'indagine sulla funzione degli organi eseguendo dissezioni e vivisezioni su bertucce, buoi, maiali e altri animali. A causa della mancanza di campioni umani prontamente disponibili, le scoperte attraverso la dissezione animale vennero applicate anche all'anatomia umana. 
Nel 158, Galeno prestò servizio come capo medico dei gladiatori nella sua nativa Pergamo. Galeno fu così in grado di studiare tutti i tipi di ferite senza eseguire alcuna vera e propria dissezione umana, e fu in grado di visualizzare gran parte della cavità addominale. Il suo studio sui maiali e sulle scimmie, tuttavia, gli ha fornito informazioni più dettagliate sugli organi e ha fornito la base per i suoi lavori medici. Di queste opere ne sopravvivono circa 100, il massimo per qualsiasi autore greco antico, e riempiono 22 volumi. Scrisse due grandi opere anatomiche, De anatomicis administrationibus e De usu partium corporis humani: le informazioni in questi scritti divennero il fondamento autorevole per tutti gli scrittori e medici per i successivi 1300 anni, fino a quando non furono contestati da Vesalio e Harvey nel XVI secolo.
Fu attraverso i suoi esperimenti che Galeno fu in grado di ribaltare molte credenze di lunga data, come la teoria che le arterie contenessero aria, trasportata in tutte le parti del corpo dal cuore e dai polmoni; questa credenza si basava originariamente sulle arterie degli animali morti, che sembravano vuote. Galeno fu in grado di dimostrare che le arterie viventi contengono sangue, ma i suoi errori, che divennero l'ortodossia medica stabilita per secoli, furono di supporre che il sangue andasse avanti e indietro dal cuore con un movimento di flusso e reflusso e di presumere che il sistema circolatorio fosse interamente aperto. Sebbene Galeno abbia identificato correttamente alcuni degli organi coinvolti nel sistema vascolare, molte delle loro funzioni non erano descritte correttamente. Il cuore, secondo Galeno, manteneva il corpo caldo e mescolava i due tipi di sangue attraverso pori nella parete che separa i ventricoli destro e sinistro. Galeno credeva che tutto il sangue fosse assorbito dal corpo e dovesse essere rigenerato attraverso il fegato usando cibo e acqua: vedeva il sistema cardiovascolare come una macchina in cui il sangue funge da combustibile, piuttosto che un sistema che ricircola costantemente. Galeno riteneva che il calore del cuore permettesse ai polmoni di espandersi e inalare aria, e vedeva i polmoni come una regione di raffreddamento che lavorava anche per espellere i prodotti di scarto fuligginosi dai polmoni mentre si contraevano.

## Il Medioevo

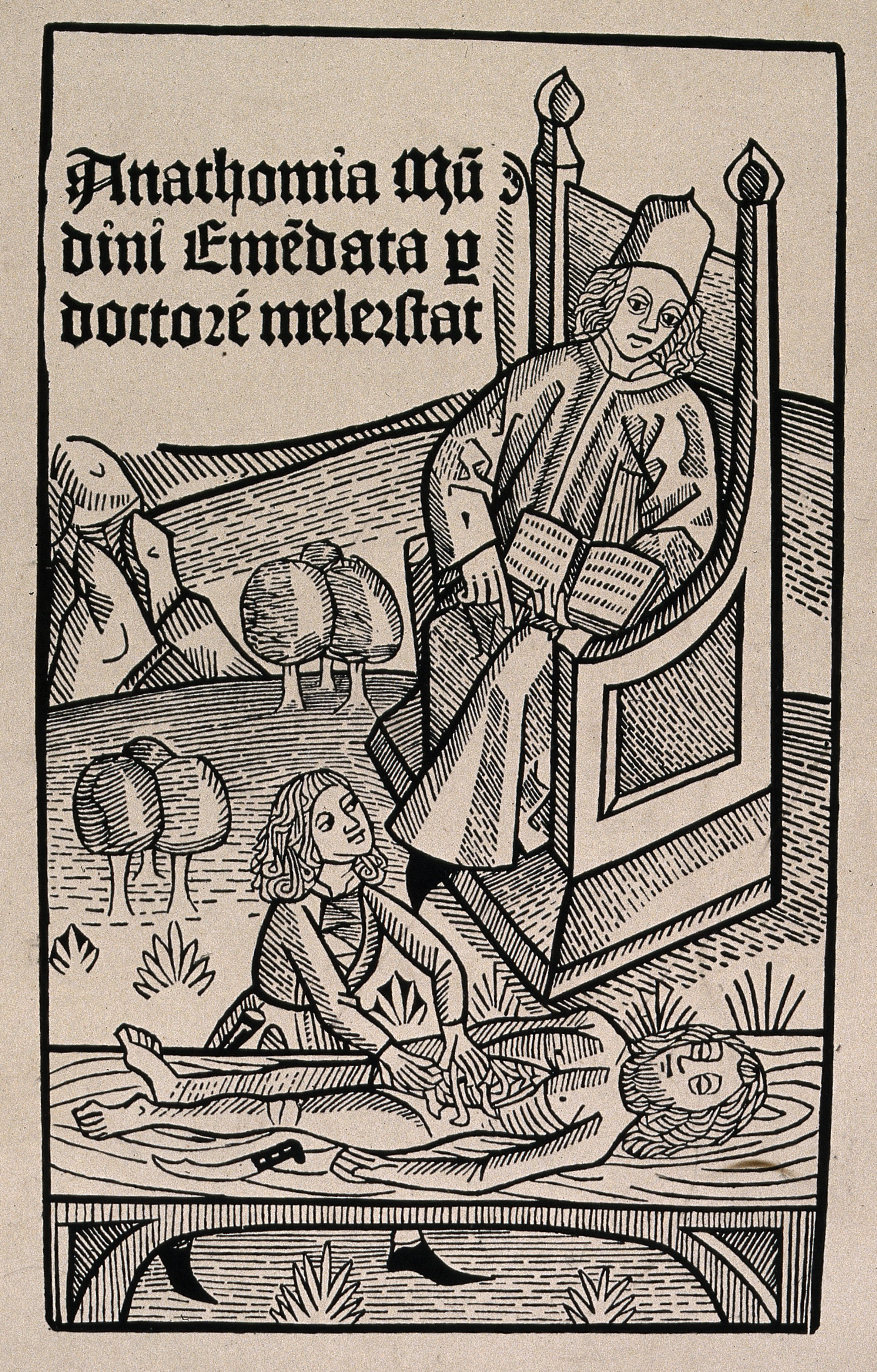
LAnothomia di Mondino.

Per tutto il Medioevo, l'anatomia umana veniva appresa principalmente attraverso i libri e la dissezione degli animali.
Mentre nel XIX secolo si sosteneva che la dissezione fosse vietata, poiché Bonifacio VIII aveva approvato una bolla papale che proibiva lo smembramento e la bollitura dei cadaveri per scopi funerari, questa affermazione è stata sfatata come mito dai moderni storici della scienza.
Per molti decenni la dissezione umana fu ritenuta non necessaria, in quanto tutta la conoscenza sul corpo umano poteva essere letta dai primi autori come Galeno; nel XII secolo, con l'istituzione delle università in Italia, l'imperatore Federico II rese obbligatorio per gli studenti di medicina seguire corsi di anatomia umana e chirurgia.

### Mondino de Liuzzi
Il primo grande sviluppo dell'anatomia nell'Europa cristiana dopo la caduta di Roma avvenne a Bologna, dove gli anatomisti sezionavano i cadaveri e contribuivano alla descrizione accurata degli organi e all'identificazione delle loro funzioni; La scuola medica salernitana aveva ripreso lo studio dell'anatomia, ma praticando solo dissezioni di animali. A Mondino si attribuisce la prima dissezione umana documentata nell'Europa occidentale, nel 1315. Egli ricominciò ad eseguire le prime dissezioni umane sistematiche, dai tempi di Erofilo ed Erasistrato quindici secoli prima.
Nelle università il lettore si sedeva sopraelevato davanti al pubblico e istruiva qualcun altro che attuava la dissezione del corpo, ma nei suoi primi anni Mondino de Luzzi, che tra 1314 e 1324 tenne numerose lezioni di anatomia umana all'Università di Bologna, eseguiva in prima persona la dissezione, rendendolo uno dei primi e pochi ad usare un approccio pratico all'insegnamento dell'anatomia umana. Mentre il lettore spiegava l'anatomia umana come descritta da Galeno più di 1000 anni prima, un assistente indicava i dettagli equivalenti su un cadavere sezionato; a volte, l'assistente non era in grado di trovare l'organo come descritto, ma invariabilmente si riteneva che l'errore fosse nel cadavere piuttosto che di Galeno.
Mondino de' Luzzi scrisse un libro intitolato Anothomia nel 1316, che raccoglieva dettagliatamente le dissezioni che aveva eseguito, e fu il primo manuale illustrato di anatomia dopo quello di Galeno: questo libro fu usato come libro di testo nelle università per i successivi tre secoli.

## Il Rinascimento
L'anatomia sperimentale, incentrata sull'osservazione, iniziò grazie al famoso anatomista fiammingo Vesalio, con la pubblicazione del suo famoso De humani corporis fabrica nel 1543; l'insegnamento anatomico passò dal conservatorismo all'innovazione, e l'iconografia del frontespizio del Fabrica di Vesalio mostrava questa rivoluzione.
Inoltre, la popolarità dell'anatomia non era limitata ai medici o agli studenti di medicina, ma coinvolse anche gli artisti, come Michelangelo Buonarroti. Vi era un ruolo importante delle diverse istituzioni (università, scuole, accademie) nelle attività didattiche e di ricerca; per quanto riguarda l'anatomia, erano disponibili lezioni e dimostrazioni pubbliche o private. Borse di studio e pubblicazioni dipendevano dal livello culturale e dalla fama di professori e professionisti.
I teatri anatomici divennero una forma popolare per l'insegnamento anatomico all'inizio del XVI secolo. L'Università di Padova ebbe il primo e più conosciuto teatro, costruito nel 1594; di conseguenza, l'Italia divenne il fulcro della dissezione umana. La gente veniva da ogni parte per assistere ai professori che tenevano lezioni sulla fisiologia e l'anatomia umana, poiché chiunque era il benvenuto per assistere allo spettacolo. La maggior parte dei professori eseguiva le dissezioni ma stava seduta su sedili mentre altri facevano i tagli. Studenti e osservatori stavano disposti attorno al tavolo, in un'arena circolare mentre i professori spiegavano le varie parti anatomiche. Le dimostrazioni erano strutturate in dissezioni e lezioni; le dissezioni si concentravano sull'abilità dell'autopsia mentre le lezioni si incentravano sulle questioni filosofiche dell'anatomia: questo è esemplare di come l'anatomia fosse vista non solo come lo studio delle strutture ma anche come lo studio del corpo come estensione dell'anima. Gli studenti erano interessati alla tecnica della dissezione piuttosto che alla filosofia dell'anatomia, e questo si rifletteva nella loro critica a professori come Girolamo Fabrici; gli studenti che hanno avuto l'opportunità di osservare le dissezioni di Vesalio, a volte ebbero avuto l'opportunità di interagire con cadaveri di animali; a rischio di lasciare che il loro desiderio di partecipare diventasse una distrazione, gli studenti di medicina all'epoca preferivano questo stile di insegnamento interattivo.
La fama della scuola medica bolognese si basava, oltre che sulla fama dei suoi insegnanti, anche sulla funzionalità dei luoghi dedicati all'insegnamento della medicina e dell'anatomia, in particolare il Teatro anatomico. La costruzione di un'aula adatta all'insegnamento dell'anatomia, dove si potessero sezionare i cadaveri a scopo didattico, simile a quelle che erano state costruite a Padova o a Pisa, era stata sollecitata dal Senato bolognese a partire dal 1595. L'insegnamento dell'anatomia a Bologna si basava principalmente sull'esecuzione di dissezioni pubbliche, ma era alquanto irregolare e non esisteva una cattedra di anatomia; lo Statuto del 1405 stabiliva che «qualsiasi medico, richiesto dagli studenti, potesse eseguire la dissezione anatomica». Le disposizioni dello Statuto rimasero in vigore fino al 1570, quando gli ufficiali dello Studium o del Senato accademico approvarono un decreto che modificava lo statuto dell'insegnamento dell'anatomia, stabilendo che vi fosse una Cattedra di anatomia e un professore ordinario nominato per tale cattedra, separato dalla Cattedra di chirurgia. Accanto al nome di Giulio Cesare Aranzio comparve così, accanto al titolo ad lecturam chirurgiae, per la prima volta un'altra intestazione: ad anathomiam ordinariam. Questo evento fu un grande passo avanti nella storia dell'anatomia, anche se la separazione non fu assoluta fino alla metà del XVII secolo.
Una serie di ricercatori rinascimentali perfezionò il corpus delle conoscenze anatomiche, dando i propri nomi a una serie di strutture anatomiche. I secoli XVI e XVII hanno anche assistito a progressi significativi nella comprensione del sistema circolatorio, identificando lo scopo delle valvole nelle vene, descrivendo il flusso sanguigno dal ventricolo sinistro attraverso il sistema circolatorio e identificando le vene epatiche come una parte separata del sistema circolatorio; anche il sistema linfatico fu identificato come un sistema separato.

### Vesalio

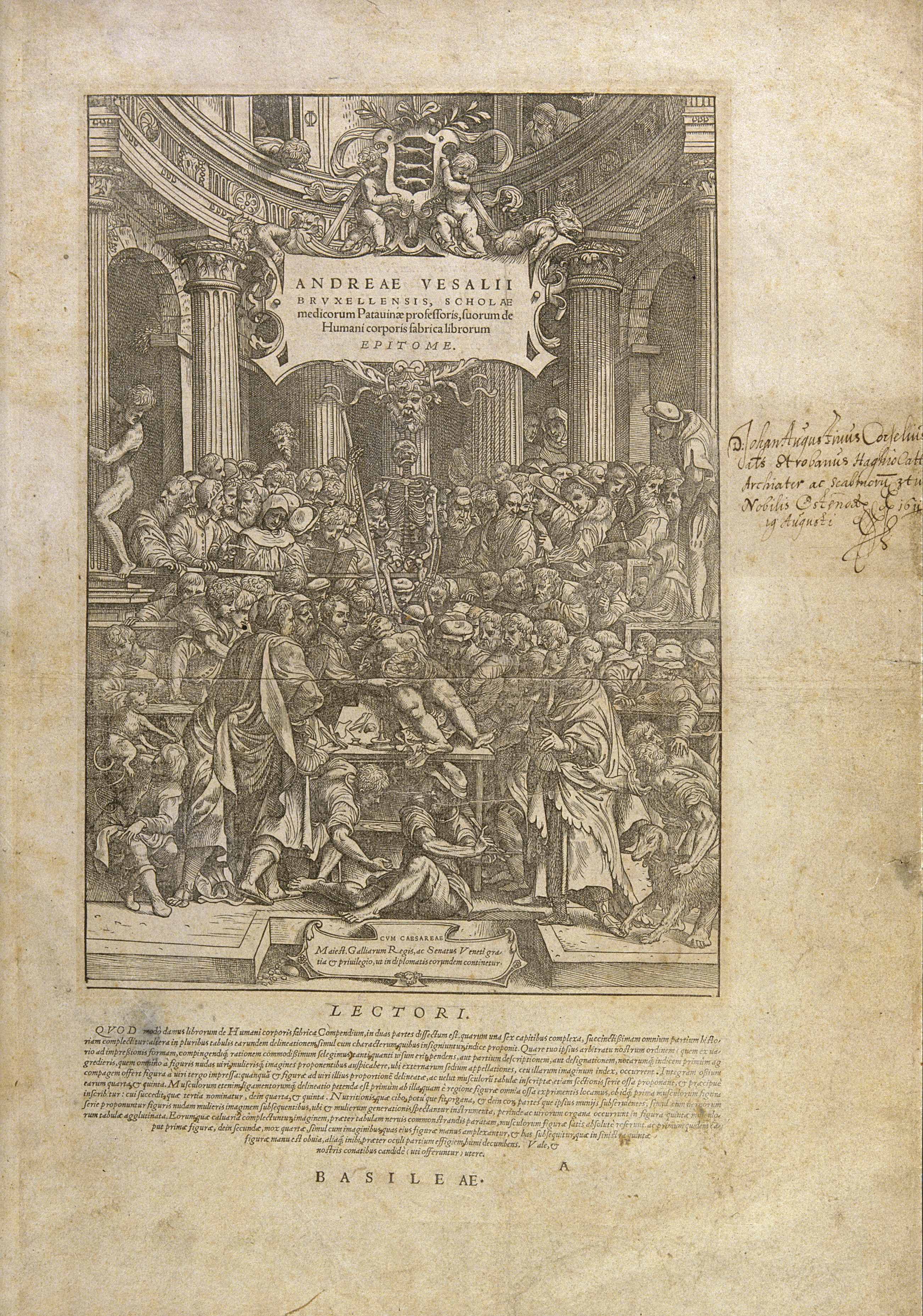
Una dissezione anatomica eseguita da Andrea Vesalio, 1543.

La dottrina galenica fu messa seriamente in discussione in Europa per la prima volta nel XVI secolo; grazie alla stampa, in tutta Europa vi era uno sforzo collettivo per far circolare le opere di Galeno e pubblicare critiche su quelle opere. Il successo di Andrea Vesalio era dovuto in gran parte al fatto che egli esercitava le sue capacità settorie per il bene della comprensione dell'anatomia, molto in sintonia col "progetto anatomico" di Galeno, invece di concentrarsi sul lavoro degli altri studiosi dell'epoca nel recuperare gli antichi testi di Ippocrate, Galeno e altri, attività su cui si concentrava gran parte della comunità medica del tempo.
Il lavoro di Vesalio segnò una nuova era nello studio dell'anatomia e del suo rapporto con la medicina; sotto Vesalio, l'anatomia divenne una vera e propria disciplina. La sua abilità e attenzione alla dissezione ebbero un posto di rilievo nelle sue pubblicazioni, così come nelle sue dimostrazioni, nella sua ricerca e nel suo insegnamento. Vesalio si recò da Lovanio a Padova per ottenere il permesso di sezionare le vittime del patibolo senza timore di persecuzioni; il suo approccio è stato molto controverso, ma la sua evidente abilità portò alla sua nomina a professore di chirurgia e anatomia presso l'Università di Padova già poco dopo la laurea in Medicina.
Nel gennaio del 1540 Vesalio visitò Bologna come docente ospite; durante questo soggiorno ricostruì lo scheletro completo di una scimmia e di un uomo, e diede una pubblica dimostrazione delle inesattezze delle teorie anatomiche di Galeno, che erano ancora l'ortodossia della professione medica, mostrando a scopo di confronto i due scheletri, e fu in grado di dimostrare che in molti casi le osservazioni di Galeno erano effettivamente corrette per la scimmia, ma avevano poca correlazione con l'uomo. 
Vesalio fu il primo a pubblicare un trattato, che probabilmente iniziò a scrivere proprio a Bologna (De humani corporis fabrica) (1542), che sfidava gli insegnamenti anatomici di Galeno, sostenendo che si basassero su osservazioni di altri mammiferi, non di corpi umani. Il suo libro includeva una serie dettagliata di spiegazioni e vividi disegni delle parti anatomiche dei corpi umani; i suoi disegni superbamente eseguiti sono descrizioni trionfanti delle differenze tra cani e umani, ma ci volle ancora un secolo per far svanire l'influenza di Galeno.

## Galleria d'immagini

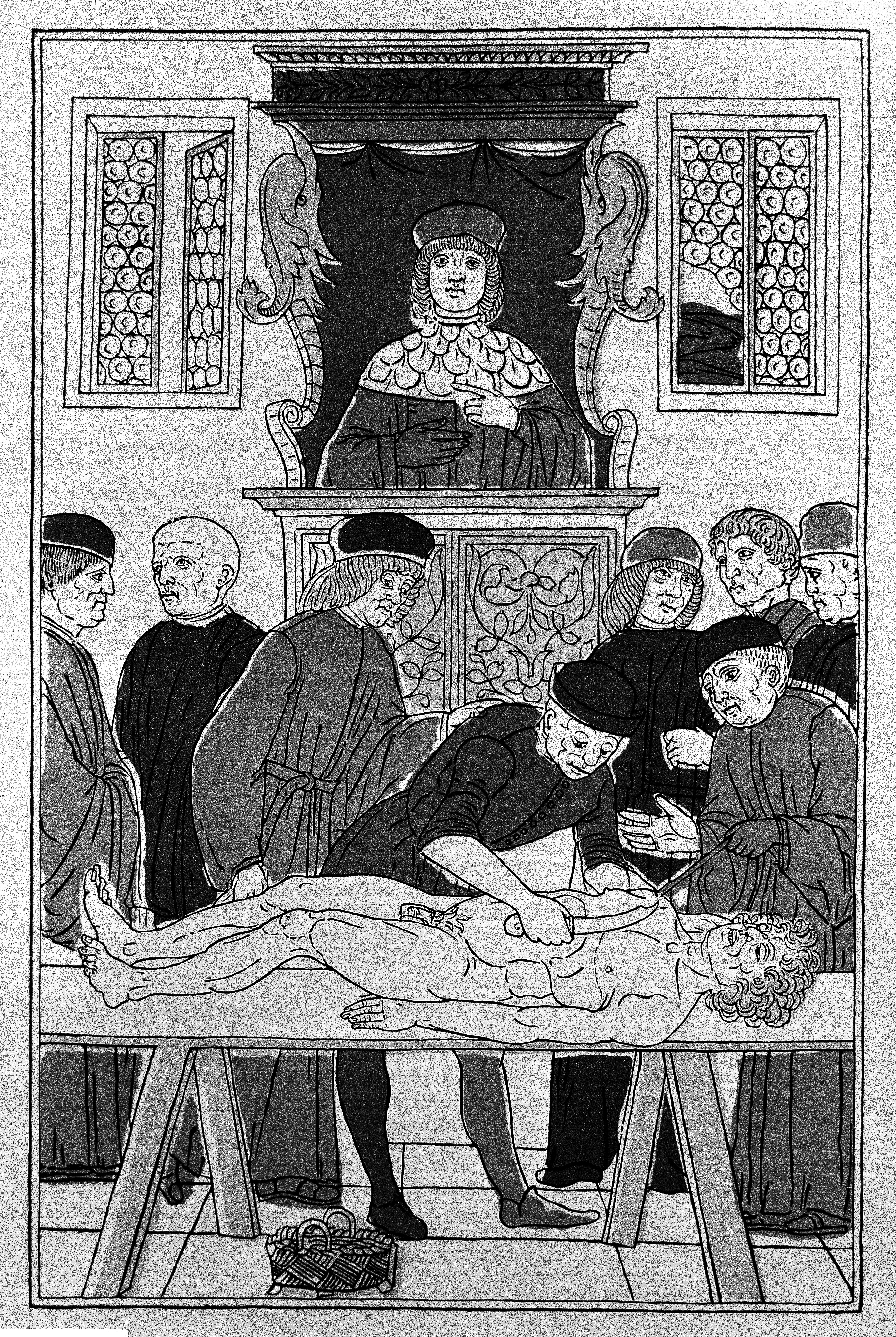
Una xilografia del 1493 di una dissezione anatomica.
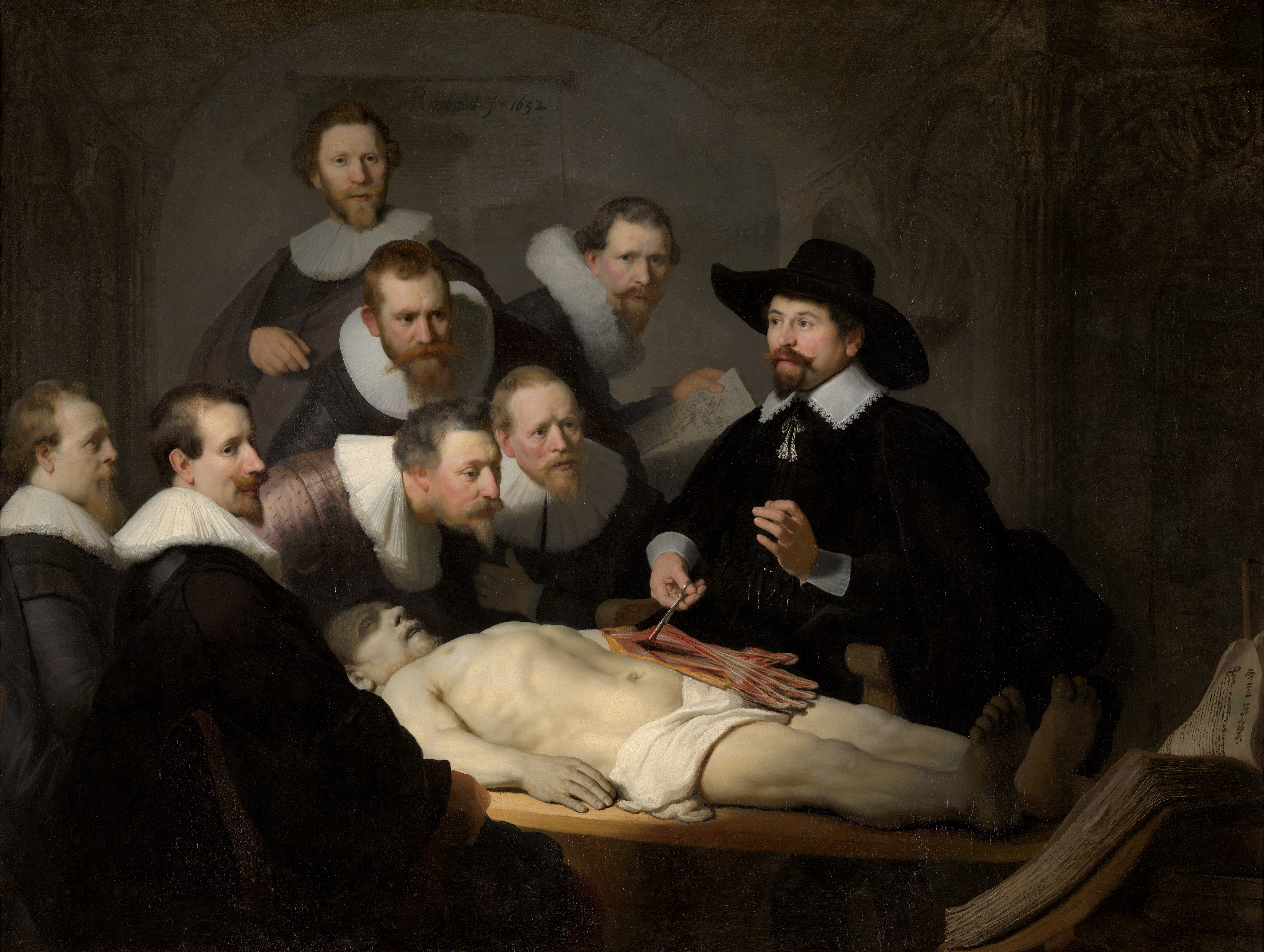
Lezione di anatomia del dottor Tulp di Rembrandt, 1632.
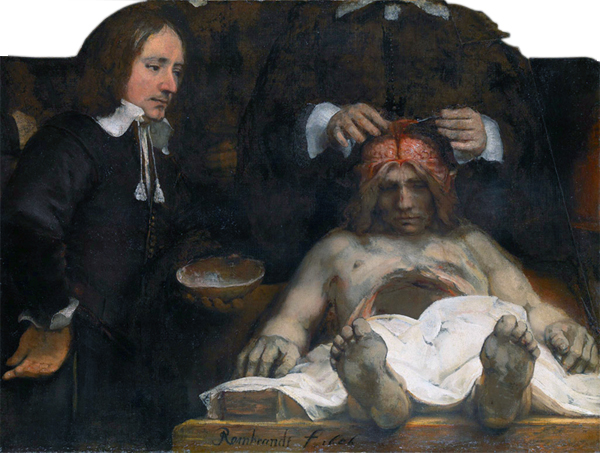
Lezione di anatomia del dottor Deijman di Rembrandt, 1656.